# محمدعباسی
محمدعباسی، روستایی در دهستان بیرم بخش بیرم شهرستان لارستان در استان فارس ایران است.

## جمعیت
بر پایه سرشماری عمومی نفوس و مسکن در سال ۱۳۹۵، جمعیت این روستا برابر با ۲۲ نفر (۸ خانوار) بوده است.